# Mandevilla rigidifolia
Mandevilla rigidifolia är en oleanderväxtart som beskrevs av J.F. Morales. Mandevilla rigidifolia ingår i släktet Mandevilla och familjen oleanderväxter. Inga underarter finns listade i Catalogue of Life.